# Egon Brestian
Egon Brestian (* 28. Juli 1964) ist ein österreichischer Schachspieler und -trainer.

## Leben
Egon Brestian erlernte im Alter von zwölf Jahren das Schachspielen. Nach seiner Matura wurde er Schachprofi. Schachkolumnen schrieb er unter anderem für die Tageszeitung Die Presse und das österreichische Schachmagazin Schach-Aktiv.

## Erfolge als Schachspieler

### Einzelmeisterschaften
1983 gewann er die österreichische Jugendstaatsmeisterschaft. 1987 gewann er in Semriach die österreichische Staatsmeisterschaft, bei der folgenden Staatsmeisterschaft, 1989 in Bad Schallerbach, wurde er hinter Alexander Fauland Zweiter.
Er gewann einige Open, unter anderem das Halleiner Open in Hallein im September 1988, das Heimo-Sommer-Gedenkturnier in Wagna im August 2001 und das Biedermeier Open des SK Piestingtal in Markt Piesting im September 2002.

### Mannschaftsmeisterschaften
Bei der U-16-Mannschaftsweltmeisterschaft 1979 im dänischen Viborg erhielt Egon Brestian eine individuelle Goldmedaille für sein Ergebnis von 5,5 Punkten aus 7 Partien am zweiten Brett (am ersten Brett Österreichs spielte Josef Klinger). Beim Mitropa Cup 1991 in Brünn erhielt Brestian eine individuelle Goldmedaille für sein Ergebnis von 4 aus 6 am Spitzenbrett Österreichs. Dreimal spielte er für Österreich bei Schacholympiaden: 1990 in Novi Sad mit einer individuellen Goldmedaille für sein Ergebnis von 9,5 aus 12 am dritten Brett, 1994 in Moskau am zweiten Brett hinter Nikolaus Stanec und 1998 in Elista am Spitzenbrett. Bei Schacholympiaden hat er ein Gesamtergebnis von 19,5 Punkten aus 32 Partien (+14 =11 −7). Des Weiteren spielte er für Österreich bei den Mannschaftseuropameisterschaften 1989 in Haifa und 1999 in Batumi (jeweils am zweiten Brett).
Im Vereinsschach konnte er viermal die österreichische Meisterschaft gewinnen: mit dem SC Margarethen Winterthur Wien in den Saisons 1992/93, 1993/94 und 1994/95 sowie mit Styria Graz in der Saison 2005/06. Er spielte auch für Casino Salzburg, die Spielvereinigung Union Raika Gamlitz/Leutasch beziehungsweise den SV Gamlitz, SZ Wien Favoriten, Raiba Pamhagen, den SK Potzneusiedl und den Sk Piestingtal. Betriebsschach spielt er für ORF Wien. Darüber hinaus hatte er in der Saison 2001/02 Einsätze in der tschechischen Mannschaftsmeisterschaft.
Mit dem SC Margareten Winterthur Wien nahm er an den European Club Cups 1993, 1994 und 1995 teil. 1993 in Hilversum spielte er in einer Mannschaft mit Anatoli Karpow und 1995 in Ljubljana mit Viktor Kortschnoi.

### Titel und Rating
Seit 1988 trägt er den Titel Internationaler Meister. Seine Elo-Zahl beträgt 2374 (Stand: März 2014), seine bisher höchste war 2475 von Januar bis Dezember 1991. Er führte damals die österreichische Elo-Rangliste an.

## Schachtrainer und -funktionär
An der Bundessportakademie in Graz absolvierte Egon Brestian eine Trainerausbildung. Seit 2007 ist er zusätzlich offizieller FIDE-Trainer. Von August 2006 bis Jänner 2009 war er Trainer der österreichischen Nationalmannschaften. Bei der Frauenweltmeisterschaft 2008 in Naltschik sekundierte er Eva Moser.
Beim österreichischen Schachbund war er von März 2007 bis Jänner 2009 Vorsitzender der Leistungssportkommission. Beim ÖSB ist er auch in der Trainerausbildung aktiv.